# جون بار (نحات الحجارة)
جون بار (بالإنجليزية: John Barr)‏ هو نحات الحجارة نيوزيلندي، ولد في 1867 في بيزلي في المملكة المتحدة، وتوفي في 7 ديسمبر 1930 في دنيدن في نيوزيلندا.